# Ruben Kristiansen
Ruben Kristiansen, né le 20 février 1988 à Nordreisa en Norvège, est un footballeur norvégien qui joue au poste de défenseur au Tromsø IL.

## Palmarès
- Tromsdalen UIL
  - Champion de troisième division norvégienne en 2011.

## Statistiques
| Saison | Club           | Pays         | Championnat        | Coupes nationales | Coupes d'Europe | Norvège  |
| ------ | -------------- | ------------ | ------------------ | ----------------- | --------------- | -------- |
| 2010   | Tromsdalen UIL | Adeccoligaen | 18 matchs / 2 buts | ?                 | -               | -        |
| 2012   | Tromsø IL      | Tippeligaen  | 16 matchs / 1 but  | 6 matchs          | 6 matchs (C3)   | -        |
| 2013   | Tromsø IL      | Tippeligaen  | 27 matchs          | 2 matchs          | 12 matchs (C3)  | 3 matchs |

Dernière mise à jour le 6 décembre 2013